# Isodictya elastica
Isodictya elastica är en svampdjursart som först beskrevs av Vosmaer 1880.  Isodictya elastica ingår i släktet Isodictya och familjen Isodictyidae. Inga underarter finns listade i Catalogue of Life.